# Lienden (Buren)
Lienden is een dorp in de Betuwe, behorend tot de gemeente Buren, in de Nederlandse provincie Gelderland. Het dorp staat vooral bekend om zijn fruitteelt. In 2023 telde het 5.905 inwoners en daarmee is het de grootste kern van de gemeente Buren. Lienden was tot 1 januari 1999 een zelfstandige gemeente.

## Geschiedenis

### Middeleeuwen
De geschiedenis van Lienden heeft in de middeleeuwen nauw samengehangen met het adellijk geslacht Van Lynden (zoals ook is aangegeven bij de details onder het afgebeelde wapen van Lienden). Het oudst bekende lid van dit geslacht, Steven Van Lynden, wordt vermeld in 1307 en was destijds gegoed in Lienden. Een andere naam uit die tijd en uit hetzelfde geslacht is Dirck III van Lynden (<1285-1368), Heer van Lynden, Leede, Oldenweert, Ommeren & Aalst. Hij was de eerste Erfschenk van het Hertogdom Gelre en lid van het hof van keizer Albrecht I (rooms koning). Hij is in de streek bekend van zijn schermutselingen rond 1319 met Gwijde van Avesnes (de bisschop van Utrecht). Daarbij werd de in de Mars aan de (oude) Rijn gelegen, door de bisschop enkele jaren eerder gebouwde Tollenburg verwoest (zie geschiedenis aldaar). De Tollenburg lag dicht bij het kasteel van Dirck van Lynden, Huis Ter Lede. Deze familie Van Lynden heeft haar naam aan de plaats ontleend, niet vice versa.
Even buiten het dorp werd het kasteel ‘s-Grevenhoef gebouwd, waarschijnlijk in de 14e eeuw. Op het voormalige kasteelterrein staat anno 2022 een boerderij die mogelijk nog delen van het oude poortgebouw bevat.

### Heerlijkheid in 18e en 19e eeuw
Lienden vormde tot 1999 een zelfstandige gemeente. Het was eertijds een heerlijkheid, waarvan de helft tot 1811 in het bezit was van de abdij te Elten. De andere helft ging diverse malen in andere handen over, het laatst in 1709, van de Rekenkamer van Gelderland. Op 1 januari 1812 werd een gemeente Lienden gevormd, waaronder de buurtschappen en dorpen Aalst, De Marsch, Ingen, Meerten, Ommeren, Kesteren en Lede en Oudewaard vielen. Op 1 januari 1818 werd de gemeente verkleind, Lede en Oudewaard werd met het ten zuiden van de Rijn gelegen deel van de Wolfswaard een zelfstandige gemeente. Kesteren werd samengevoegd met de gemeente Heusden (Gld) onder de naam Kesteren. Op 1 januari 1999 werd de gemeente Lienden opgeheven en bij de gemeente Buren gevoegd.

### Monumenten
De hervormde kerk, oorspronkelijk gewijd aan Maria, is een rijksmonument. De kerk dateert in haar huidige vorm uit de 15de eeuw. In 1861 en 1932 zijn eeuwenoude muurschilderingen ontdekt en van de bedekkende lagen witsel ontdaan. Monumentale panden in de dorpskern zijn verder het voormalig gemeentehuis en 'Het Wapen van Lienden', beide staan geregistreerd als gemeentelijk monument.
In Lienden staan torenmolen De Zwaan (anno 1644) en poldermolen De Marsch (anno 1885)

## Verkeer en vervoer
Het dorp ligt aan de Provinciale weg N320, die vanaf de A2 bij Culemborg naar Kesteren loopt.
Vanaf Lienden kan Rhenen op de zuidoever van de Nederrijn met het Rhenense Veer, te voet en per fiets, bereikt worden.
Lienden is bereikbaar per bus met:
- Lijn 44: Tiel – Wageningen
- Lijn 641: Lienden – Culemborg

## Scholen
Het dorp heeft twee basisscholen: De Sterappel (openbaar) en de Eben Haëzerschool (protestant christelijk). Zij dateren respectievelijk van de jaren dertig en zestig van de 20e eeuw.

## Sport
Op zaterdag 20 augustus 2022 liep de route van de tweede etappe (van 's-Hertogenbosch naar Utrecht) van de Ronde van Spanje 2022 door Lienden.

### Sportverenigingen
De Liendense voetbalclub is FC Lienden, die in het verleden onder anderen onder leiding van Hans Kraay jr. stond. In 2008 bereikte FC Lienden de achtste finales van de KNVB Beker en de club kwam drie seizoenen uit in de tweede divisie. Lienden heeft daarnaast nog enkele sportverenigingen. Ook is er een tennisclub, TC Lienden. Tevens is er een volleybalvereniging “vv Lienden” en sinds 1938 een gymvereniging, genaamd ILO.

## Detailhandel
In winkelcentrum Timmer zijn onder andere filialen van de ketens Jumbo, Aldi, Kruitvat, Etos, Hema en Welkoop.
In Lienden zijn ook een tuincentrum en een handel in dieren en dierbenodigdheden gevestigd.

## Bekende Liendenaren
- Jan Timmer (1933), topbestuurder (ex-president-directeur Philips)
- Hans van Oort (1949), godsdiensthistoricus en theoloog
- Harry Sacksioni (1950), gitarist
- Remco Dijkstra (1972), politicus
- Inske Weiman (2006), voetbalster

## Goudschat
In de jaren 1840, 1905, 2012 en 2016 werden in een boomgaard in Lienden gouden Romeinse munten uit de vierde en vijfde eeuw gevonden. De jongste munt is van keizer Majorianus van het West-Romeinse Rijk. Hij regeerde van 28 december 457 tot 2 augustus 461.

## Fotogalerij

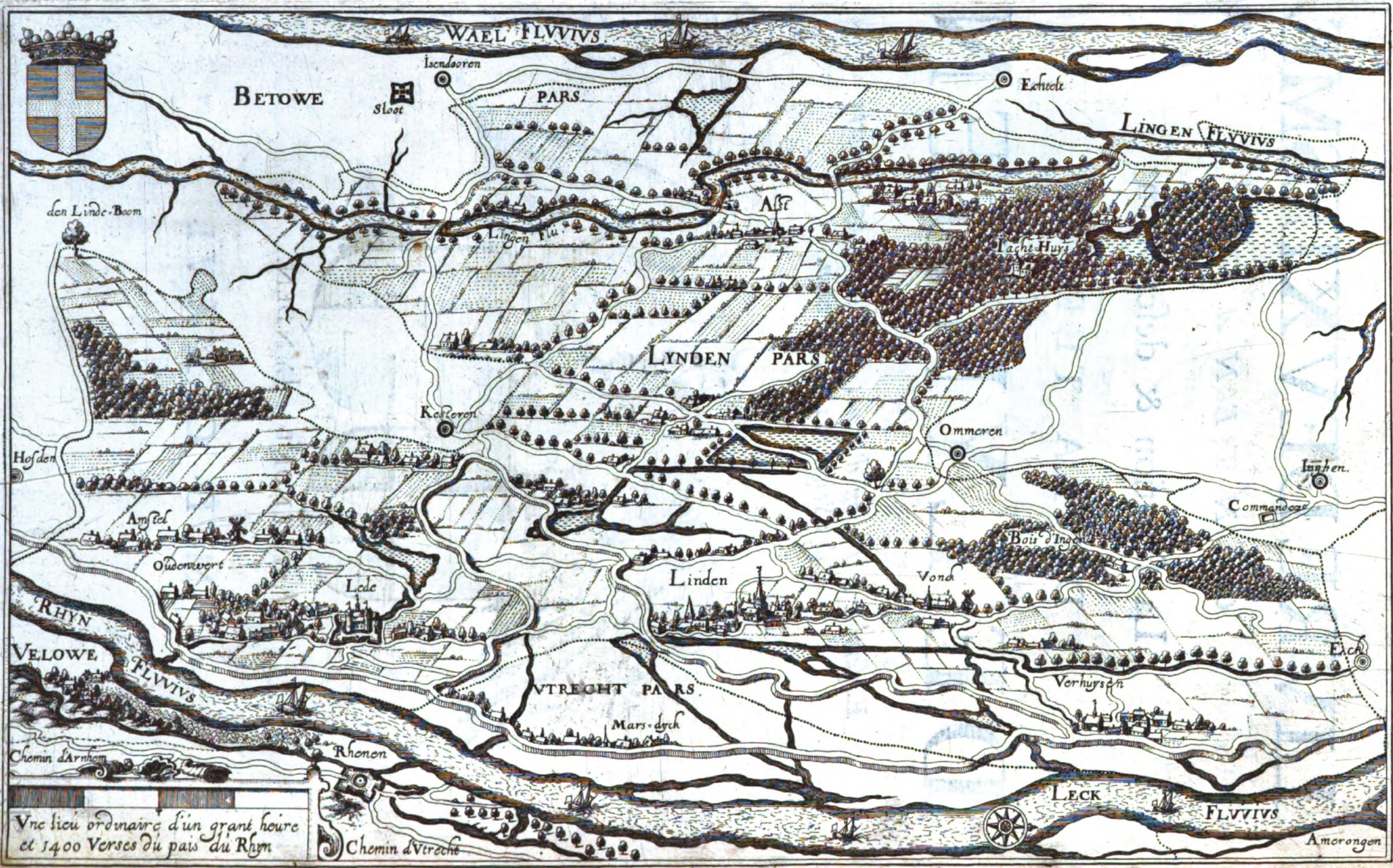
De heerlijkheid Lienden in 1626
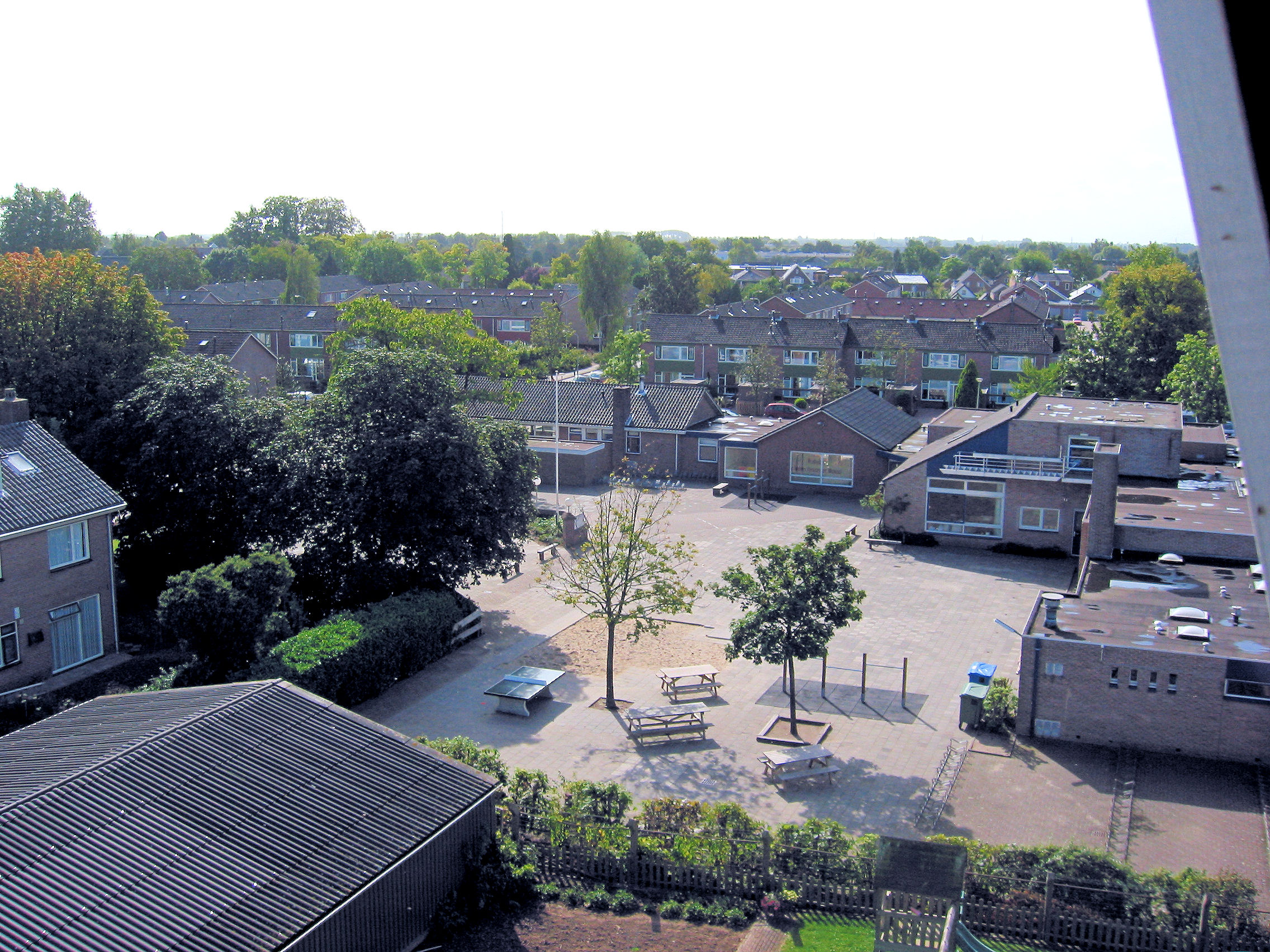
Gezien vanaf de molen De Zwaan
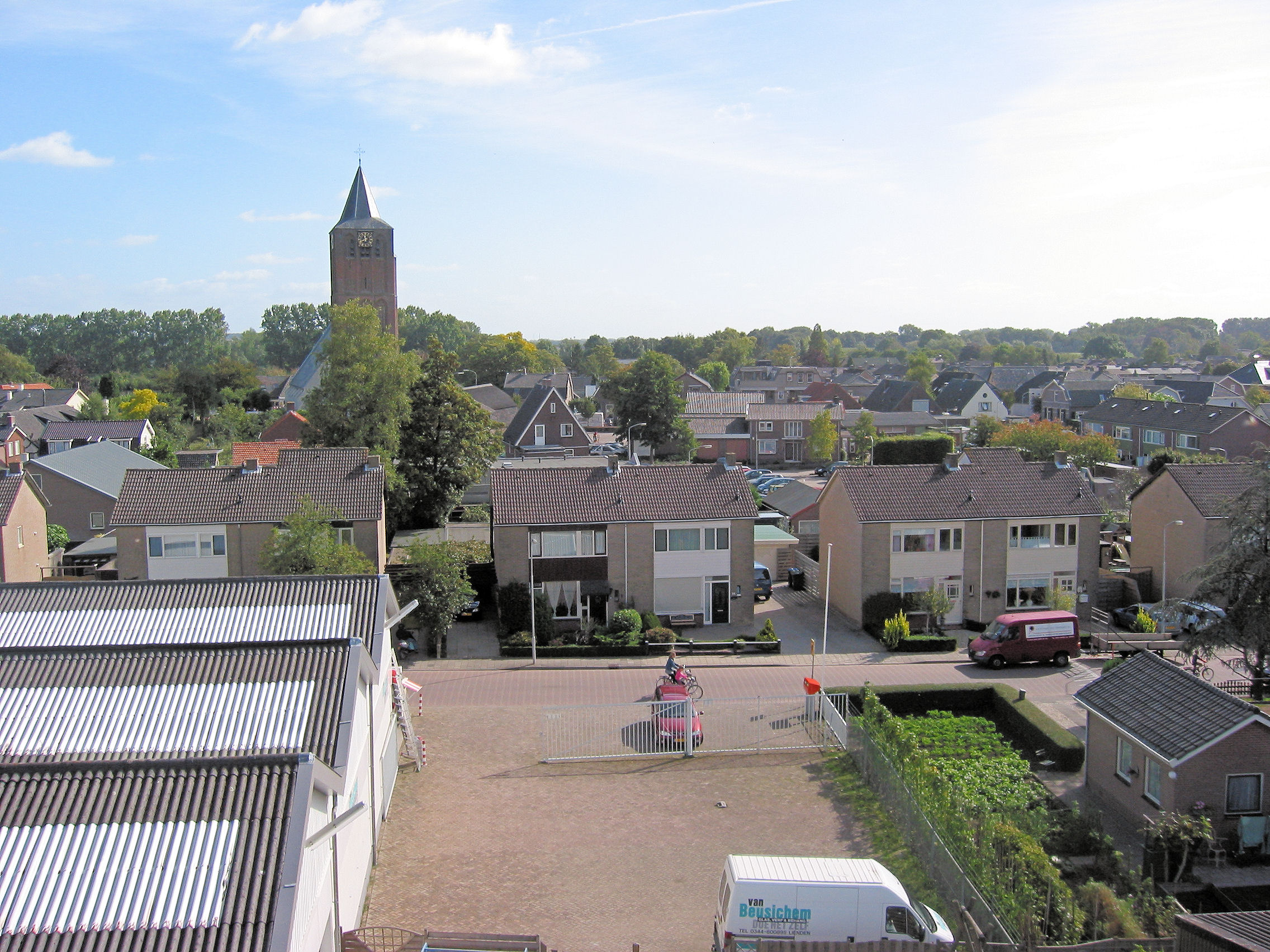
Gezien vanaf de molen De Zwaan
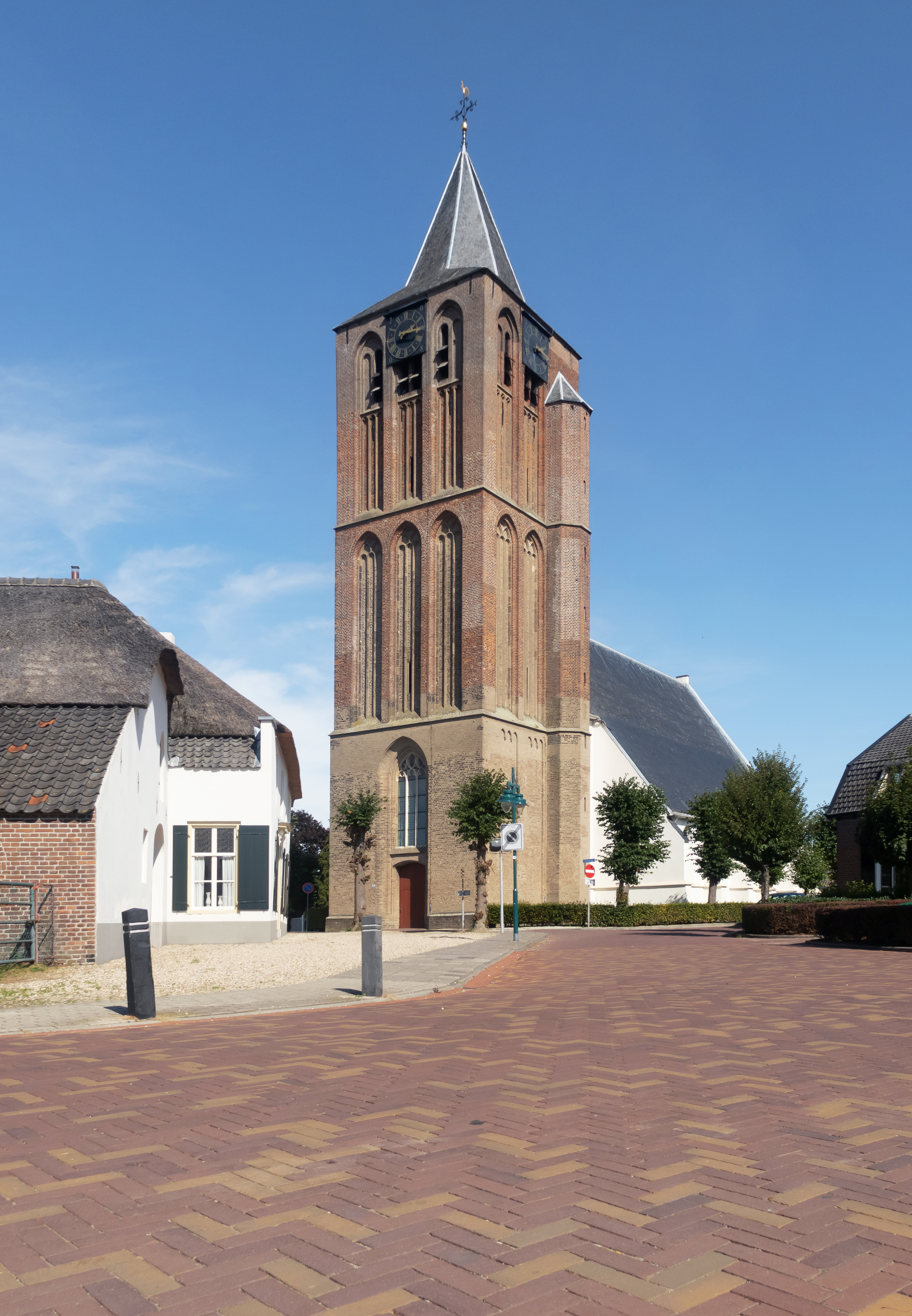
Kerk: de Maagd Maria
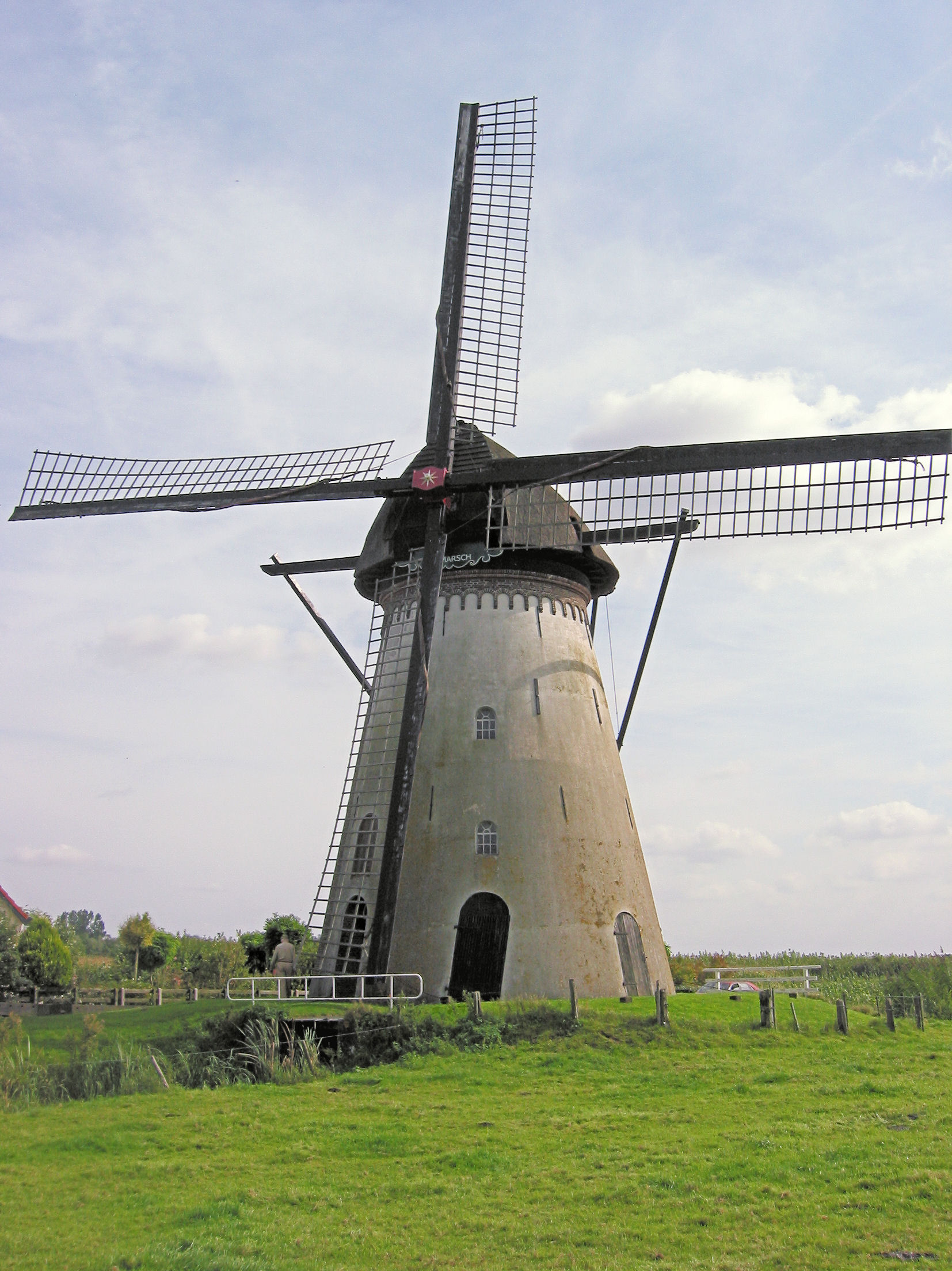
De Marsch (foto: Rasbak)
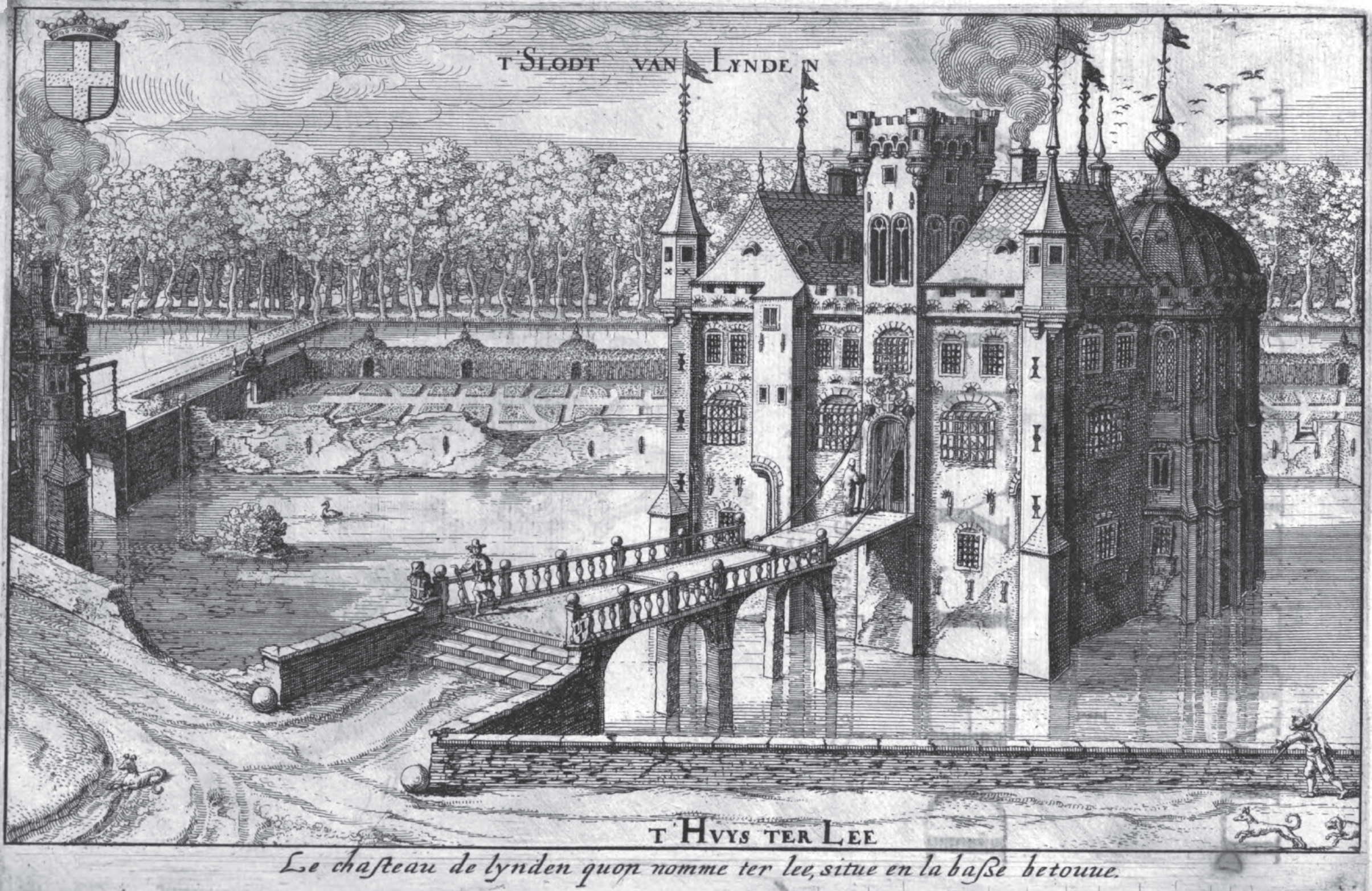
Huis ter Lede (1626)
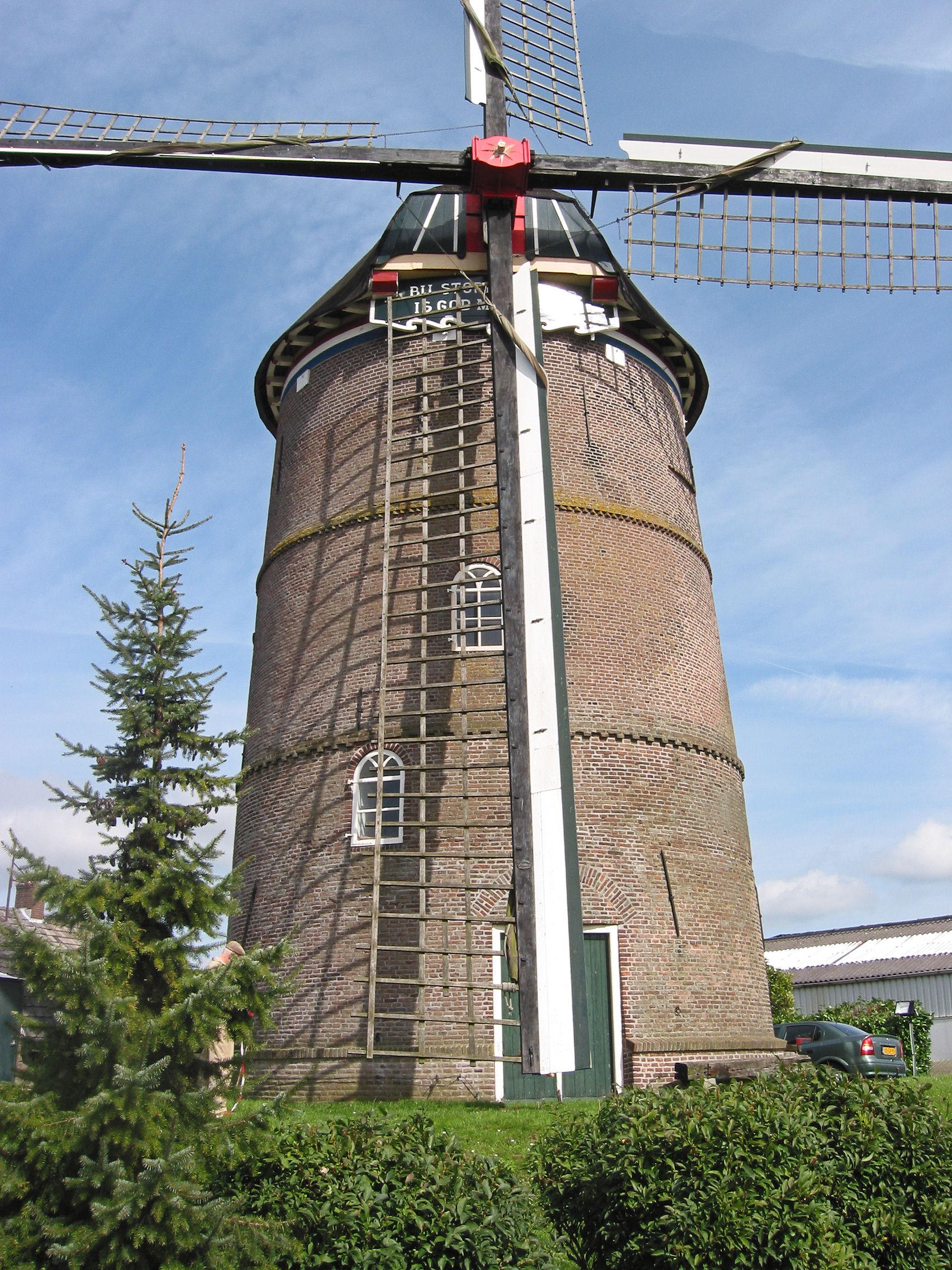
De Zwaan westzijde (foto: Rasbak)
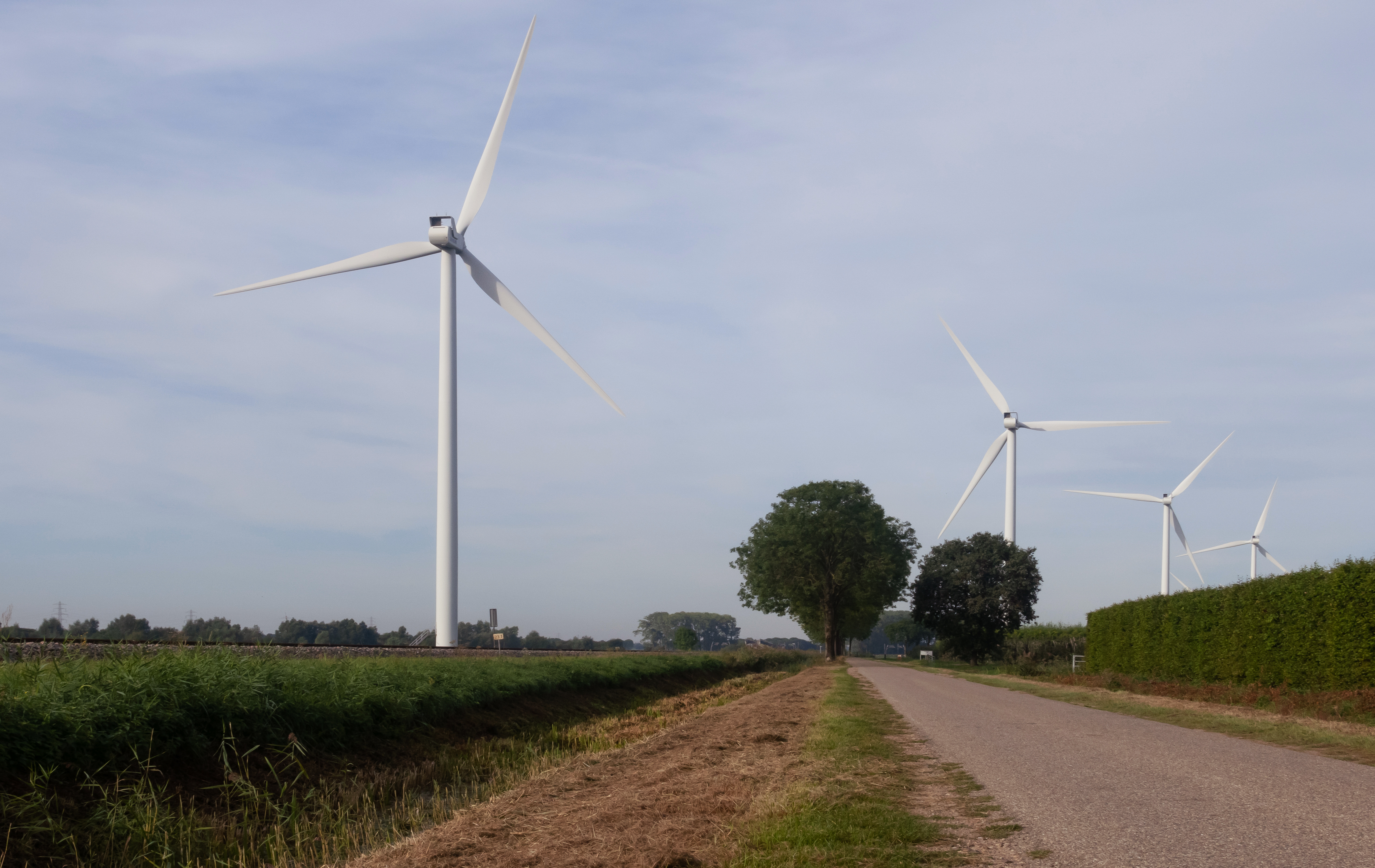
Moderne windmolens aan de Zilverlandseweg

Hoofdplaats: Maurik

Stad: Buren

Dorpen: Asch · Beusichem · Buurmalsen (deels) · Eck en Wiel · Erichem · Ingen · Kapel-Avezaath (deels) · Kerk-Avezaath (deels) · Lienden · Ommeren · Ravenswaaij · Rijswijk · Zoelen · Zoelmond

Buurtschappen: Aalst · Bontemorgen · De Bosjes · Essebroek · Ganzert · De Heuvel · Hoog Kana · Hoogmeien · Klinkenberg · Leutes · Luchtenburg · Lutterveld · De Mars · Meerten · Meertenwei · Ommerenveld · Twee Sluizen · Zandberg · Zevenmorgen · Zwarte Paard

Gelderland: Steden en dorpen in Gelderland      Nederland: Provincies · Gemeenten